# Ваља Ракитеј (Караш-Северин)
Ваља Ракитеј (рум. Valea Răchitei) насеље је у Румунији у округу Караш-Северин у општини Шопоту Ноу. Oпштина се налази на надморској висини од 549 m.

## Становништво
Према подацима из 2002. године у насељу је живело 106 становника, од којих су сви румунске националности.